# 榮丘站

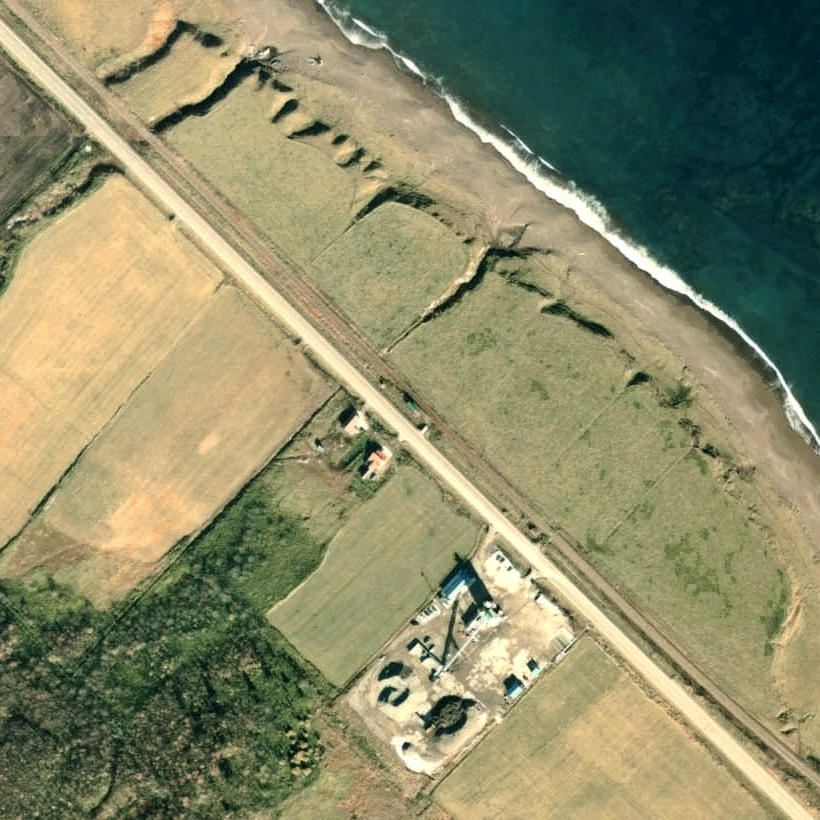
1978年的榮丘站與方圓約500米範圍。左上方是雄武方向。周邊除了站前的居民和水泥工場以外沒有其他設施。月台位於道路側邊的路堤上，旁邊設有候車室和藍色屋頂。路線附近設有防風雪的設備，海風可直接吹到路軌上。

榮丘站（日语：／ Sakaeoka eki */?）是位於北海道紋別郡雄武町字南雄武，日本國有鐵道（國鐵）的興濱南線車站（廢站）。隨著興濱南線廢線，車站在1985年（昭和60年）7月15日廢除。

## 歷史
- 1948年（昭和23年）7月1日 - 運輸省興濱南線榮丘臨時乘降場（局（日语：鉄道管理局）設定）啟用。
- 1949年（昭和24年）6月1日 - 日本國有鐵道成立，成為日本國有鐵道車站。
- 1956年（昭和31年）9月20日 - 升格至車站，名為榮丘站。當時為旅客車站。
- 1985年（昭和60年）7月15日 - 興濱南線全線廢除，此站也廢除。

## 車站構造
截至車站廢除前，車站是一座地面車站，設有1面1線的單式月台。月台位於路軌西北方（雄武方向的列車會開啟左邊車門）。
在車站啟用時已經是無人車站。此站沒有車站大樓，月台中央部分設有候車室。

## 車站周邊
- 國道238號（日语：国道238号）
- 北紋巴士（日语：北紋バス）「榮丘」巴士站

## 現況
截至2000年（平成12年），車站所有設施已經撤走，沒有任何車站痕蹟。截至2010年（平成22年）也是同樣，變成荒野。

## 相鄰車站
日本國有鐵道
興濱南線
澤木－（元澤木臨時乘降場）－榮丘－（雄武共榮臨時乘降場）－雄武

## 注腳
1. ↑  宮脇俊三 (编). . 原田勝正. 小學館. 1983-7: 214. ISBN 978-4093951012 （日语）.
2. ↑  本久公洋. . 北海道新聞社. 2011-9: 227. ISBN 978-4894536128 （日语）.
3. ↑  宮脇俊三 (编). . JTB Can Books. JTB出版. 1999-12: 33. ISBN 978-4533033766 （日语）.
4. ↑  今尾惠介 (编). . JTB出版. 2010-3: 25. ISBN 978-4533078583 （日语）.